# AEG C.V
O AEG C.V foi um protótipo de avião biposto biplano de reconhecimento aéreo da Primeira Guerra Mundial. Designado para utilizar um motor mais potente que os modelos anteriores da série C da AEG. Os resultados dos testes com o protótipo foram desapontadores e o projeto foi cancelado.

## Leitura recomendada
- Kroschel, Günter; Stützer, Helmut: Die deutschen Militärflugzeuge 1910-18, Wilhelmshaven 1977
- Munson, Kenneth: Bomber 1914–19, Zürich 1968, Nr. 20
- Nowarra, Heinz: Die Entwicklung der Flugzeuge 1914-18, München 1959
- Sharpe, Michael: Doppeldecker, Dreifachdecker & Wasserflugzeuge, Gondrom, Bindlach 2001, ISBN 3-8112-1872-7